# 独立革命工人运动
独立革命工人运动（缩写为MOIR）是哥伦比亚的一个左翼政党。1969年9月14日，哥伦比亚劳动党在麦德林成立；1970年10月1日起，对外以“独立革命工人运动”的名义活动。1999年，该党发生分裂，形成独立革命工人运动和哥伦比亚劳动党两个不同的政党。2020年以前，该党的成员在另一个左翼政党替代民主极点中活动。为应对2022年哥伦比亚议会选举，该党参与创建泛左翼政党尊严和承诺。